# GSC3168-1028
GSC3168-1028 — хімічно пекулярна зоря спектрального класу A1, що має видиму зоряну величину в смузі V приблизно 10,0.